# Louisianaköpet

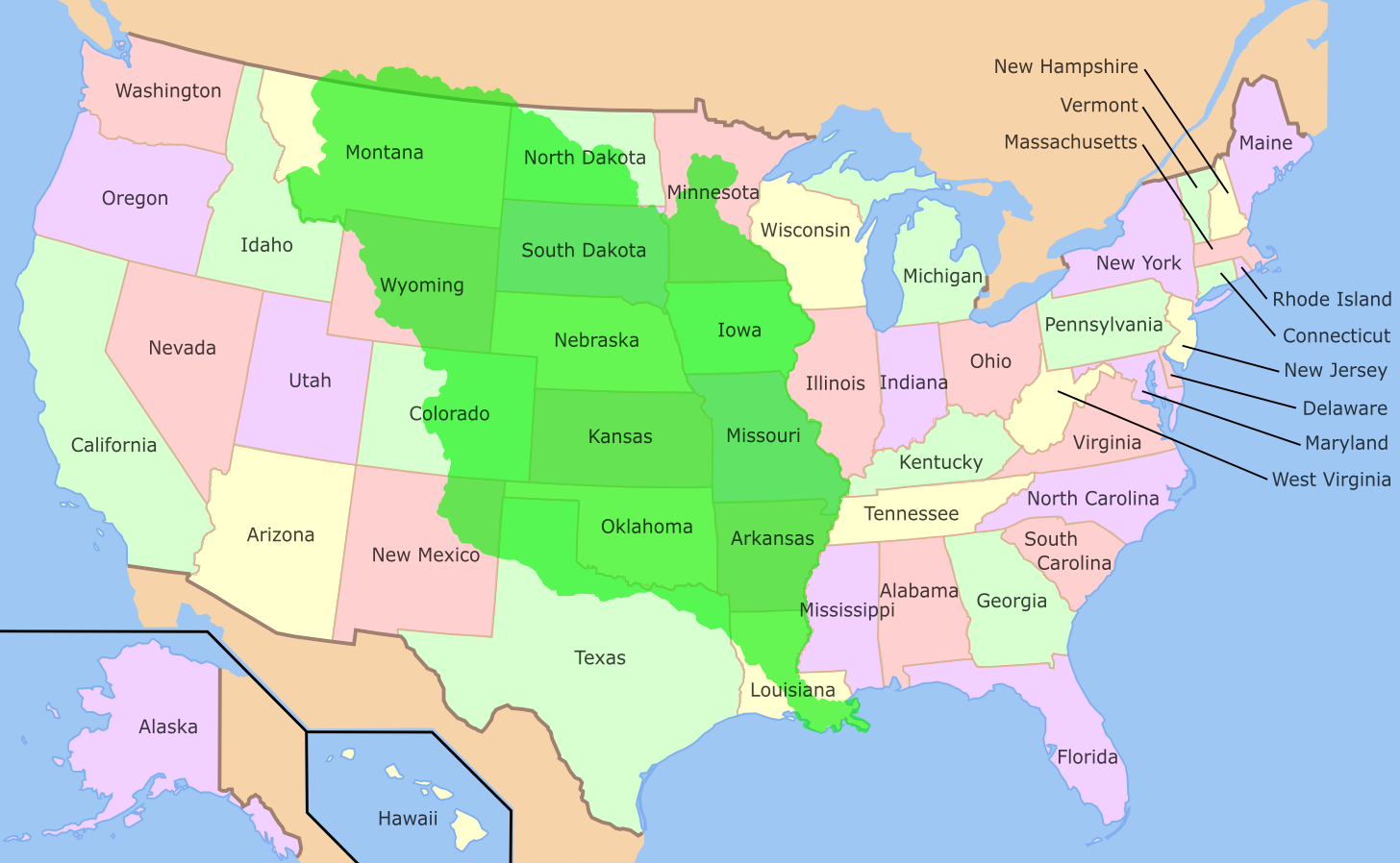
Louisianaterritoriet (grönt) som det definierades i 1803 års köp

Louisianaköpet (engelska: Louisiana Purchase) var överenskommelsen då USA år 1803 under president Thomas Jefferson köpte landområden av Frankrike för 15 miljoner dollar. Med köpet fördubblade USA sin tidigare areal.
Frankrike var försvagat och i finansiell kris efter förlusten i Haiti och förnyat krig mot Storbritannien. Napoleon Bonaparte erbjöd USA att köpa landområdet, dels för att förbättra finanserna, dels för att han såg ett stärkt USA som en motvikt mot Storbritannien. I avtalet som tecknades var gränserna bara vagt formulerade och det var inte klart om köpet även innefattade västra Florida och Texas. Efter förhandlingar med Spanien och Storbritannien fastställdes gränserna i det så kallade Floridaköpet (Purchase of the Floridas) 1819.
Staden Saint Louis övergick i amerikansk ägo i samband med Louisianaköpet. Staden firade detta genom världsutställningen och de samtidiga olympiska spelen 1904.